# Hyderabad
Pour les articles homonymes, voir Hyderabad (homonymie).
Hyderabad (en télougou : హైదరాబాదు ; en hindi : हैदराबाद ; en ourdou : حیدر آباد, Haidarābād, /haɪd̪əraːbaːd̪/ ), parfois appelée Hyderabad de l'Inde (pour éviter la confusion avec Hyderabad au Pakistan), est la capitale et la plus grande ville de l'État indien du Telangana, créé le 2 juin 2014 à partir de l'Andhra Pradesh. Elle reste capitale commune des deux États jusqu'en 2024.
Hyderabad est connue pour son histoire, sa culture et son architecture largement influencées par la situation de la ville à la frontière entre l'Inde du Nord et l'Inde du Sud et par le fait que les hindous et les musulmans y ont coexisté paisiblement pendant des siècles.

## Étymologie
On trouve diverses théories expliquant les origines et l'étymologie du nom de Hyderabad. Une théorie populaire suggère qu'après la fondation de la ville, Muhammad Quli Qutb Shah tomba amoureux et épousa une fille du pays Banjara connue sous le nom Bhagmathi ou Bhagyavathi, et celui-ci nomma la ville Bhagyanagaram. Après sa conversion à l'Islam, Bhagmathi changea de nom pour Hyder Mahal et la ville fut ainsi renommée Hyderabad, mot venant de l'ourdou Hyder-A'bad et qui signifie « Vive Hyder ». Hyder est pour sa part une transcription de Haydar, un autre nom d'Ali Ibn Abi Talib, le cousin de Mahomet.

## Géographie
Hyderabad est bâtie au nord du Deccan sur les rives de la rivière Musi, à une altitude de 542 m. Elle possède de nombreux sagar (lacs) comme l'Osman Sagar, l'Hussein Sagar ou l'Himayat Sagar pour citer les plus grands des 140 lacs de la ville.
Hyderabad et Secunderabad sont deux villes jumelles, séparées par le Hussein Sagar, un lac artificiel creusé sous le règne d'Ibrahim Qutb Shah en 1562.

### Quartiers
- Kondapur

## Environnement
Selon les estimations du gouvernement, Hyderabad devrait commencer à manquer d'eau souterraine dès 2020.
Le complexe pharmaceutique Hyderabad Pharma City, construit près de cette mégalopole de 8 millions d'habitants, engendre une pollution importante de la Musi. Un désastre écologique, humain et sanitaire se profile. Les scientifiques sur place sont unanimes : les cancers, malformations et décès suspects sont tous liés au rejet d'eaux usées. Près de 30 % des médicaments génériques et 40 % des vaccins consommés dans le monde sont produits dans ce complexe. Plus de 140 industriels sont présents dans la banlieue de la ville. Les industriels occidentaux de la pharmacie (Mylan, Sandoz, Sanofi, Pfizer, ...) ont été attirés par une main-d'œuvre bon marché, de faibles taxes, et des règlementations environnementales quasi inexistantes,.

## Histoire

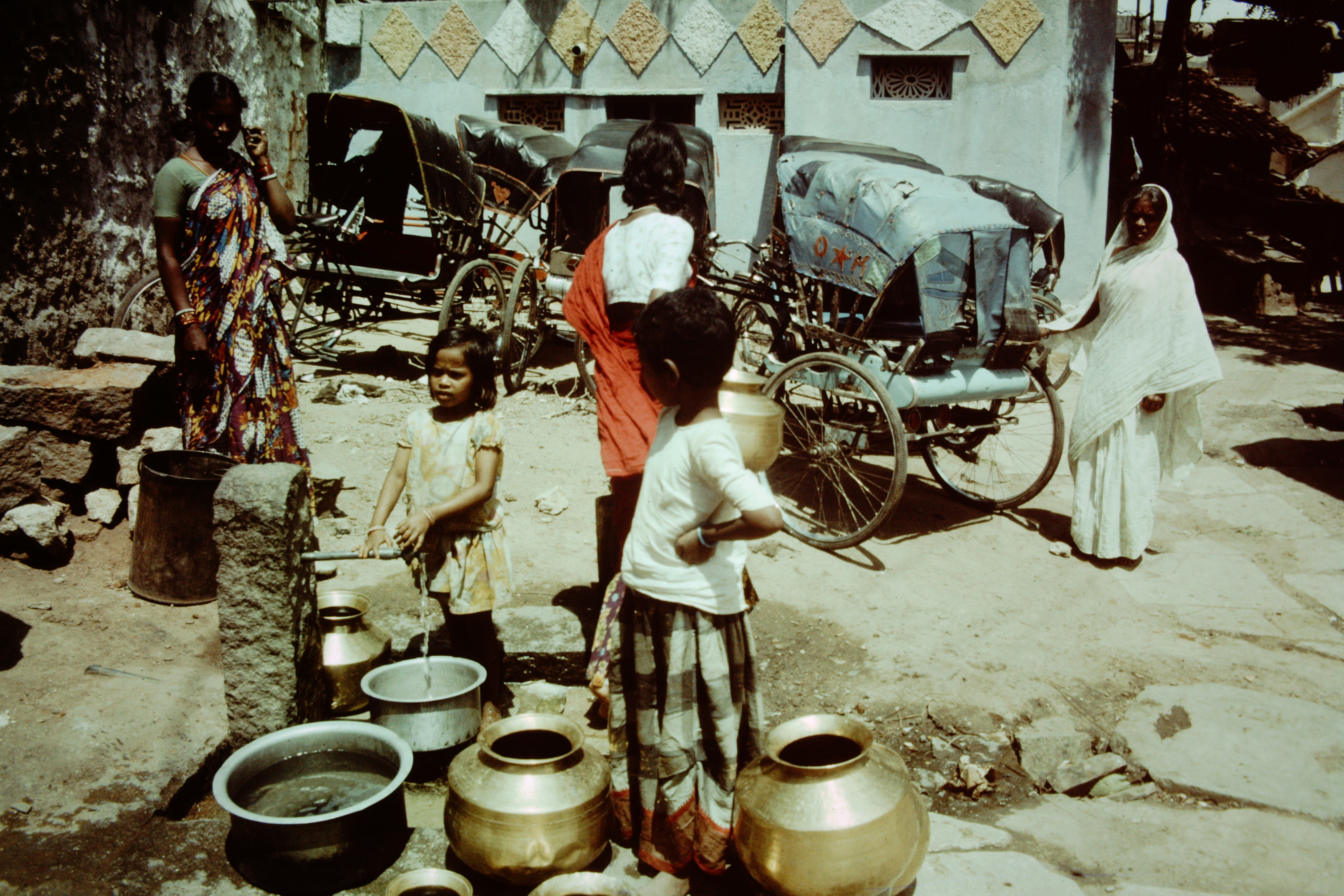
Bidonville d'Hyderabad dans les années 1980. Institute for Housing and Urban Development Studies

Charminar, symbole de la ville, est un arc de triomphe à quatre minarets contenant une mosquée construite au centre d'Hyderabad par Muhammad Quli Qutb Shah en 1591, après la fin d'une épidémie de peste bubonique qui sévissait dans la région. Entre 1763 et 1948, Hyderabad est la capitale de l'État d'Hyderabad.
Après l'indépendance de l'Inde en 1947, la région, qui avait eu un statut de protectorat britannique, mais sans faire formellement partie de l'empire, décide de maintenir son indépendance. Celle-ci dure environ un an, sous la direction de l'aristocratie musulmane locale. Les tensions avec l'Inde, mais aussi avec la majorité indoue locale, mènent à l'annexion de l'État de Hyderabad par l'Inde via une intervention militaire en septembre 1948.
L'année 2007 est marquée par plusieurs attentats à la bombe :
- 18 mai, une puissante bombe tue 11 personnes[4] et en blesse une cinquantaine à la Mecca Masjid, proche de Charminar, alors que des centaines de musulmans étaient à la prière. Lors des affrontements violents avec la police qui ont suivi, 3 autres personnes ont été tuées. L'attentat n'a pas été revendiqué[5].
- 25 août, trois attentats à la bombe tuent au moins 43 personnes et font près de 80 blessés[4]. L'auditorium du parc d'attraction Lumbini et le marché de la ville étaient visés, et 19 autres engins explosifs sont retrouvés dans plusieurs endroits de la ville[4].

Hyderabad a une population recensée de 6,8 millions d'habitants en 2011, ce qui en fait la sixième métropole la plus peuplée de l'Inde, dans une agglomération qui atteindrait 10 millions d'habitants.
La ville accueille en 2012 (8 au 19 octobre) la Conférence d'Hyderabad sur la diversité biologique organisée par l'ONU, à la suite de l'établissement du protocole de Nagoya en 2010.
Le 2 juin 2014, le Télangana se sépare de l'Andhra Pradesh et devient un nouvel État. Hyderabad devient la capitale commune des deux États pour dix ans.

## Économie

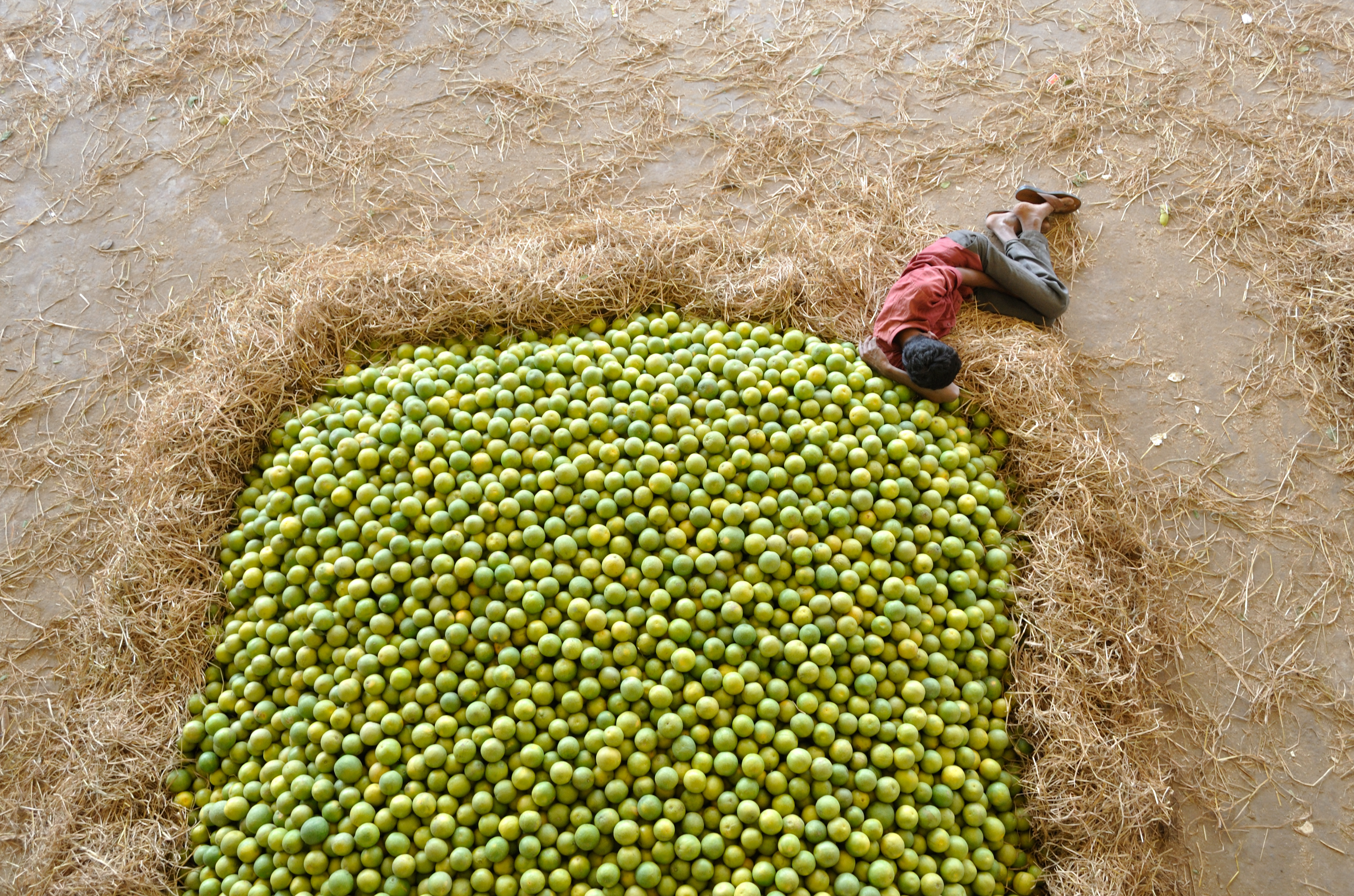
Un travailleur du marché de Kothapet à Hyderabad se repose auprès d'un entrepôt de mosambi (voir Limette). Octobre 2018.

Hyderabad est la ville d'Inde dont la croissance est la plus rapide.

La croissance économique est notamment entraînée par deux clusters d'importance internationale : un pôle biotechnologique à HITEC City dit Genome Valley et biotech Hub of India ; et un pôle Technologies de l'information et de la communication (TIC) qui a fait surnommer cette ville « Cyber City » ou la seconde Silicon Valley indienne après Bangalore.
Sur une superficie de plus de 3 hectares dans le quartier financier se trouve le plus grand bâtiment d'Amazon au monde et le seul campus d'Amazon en dehors des États-Unis. Le complexe est assez grand pour faire travailler 15 000 employés. Le marché indien est considérable avec une prévision de plus de 800 millions de clients potentiels par téléphone portable en 2022.

## Enseignement
Hyderabad compte plusieurs établissements d'enseignement supérieur, dont l'université Osmania, université JNTU (en) et Mahindra École Centrale.

## Culture
Hyderabad est depuis 2019 une ville membre du réseau des villes créatives de l'UNESCO, dans le domaine de la gastronomie.

### École de Hyderabad (Miniature de Deccan)
Une des écoles miniatures de la province Deccan.

### Monuments

#### Charminar

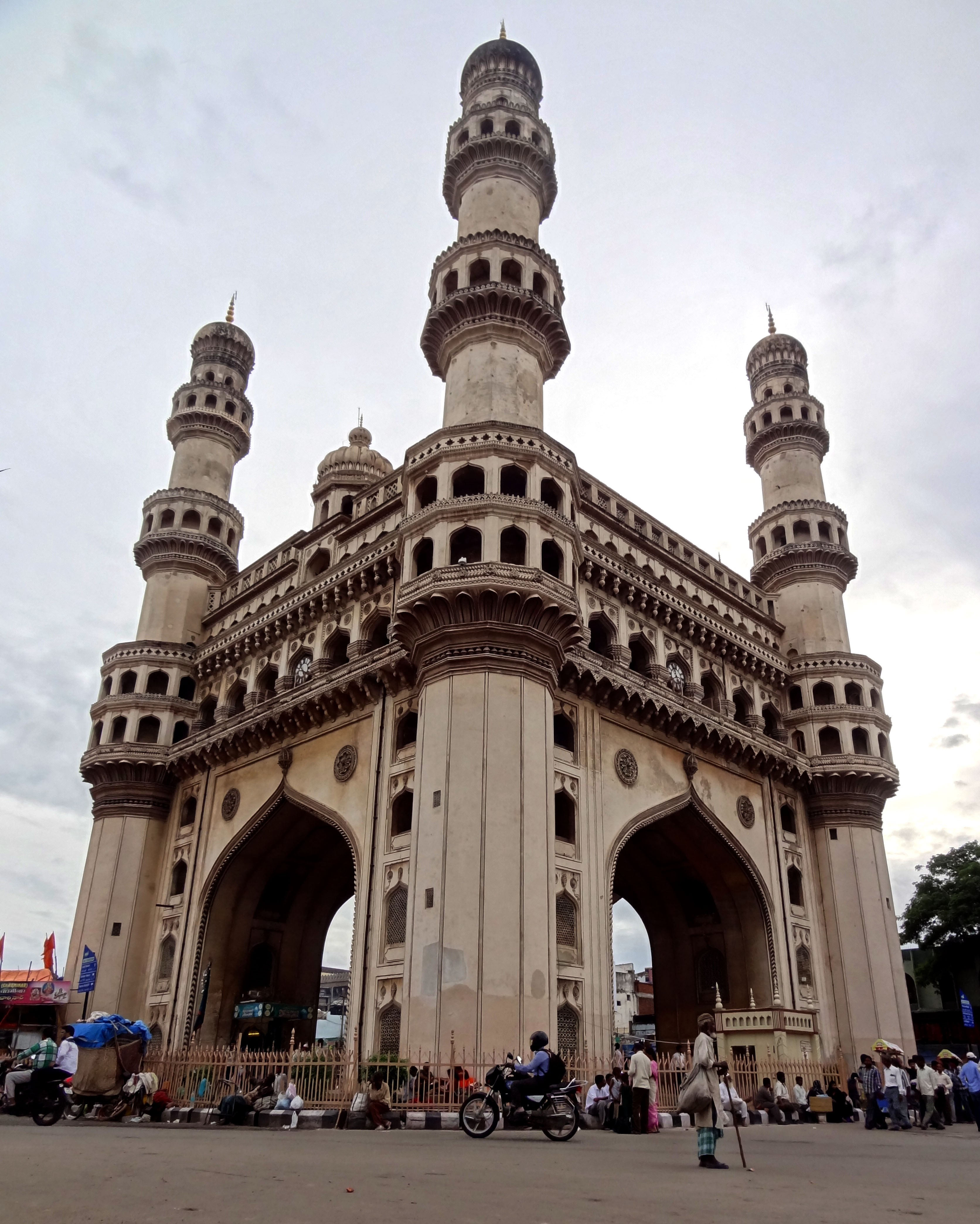
Charminar

Construit en 1591 par Mohammed Quli Qutb Shah, après la fin d’une lourde épidémie de peste, cet arc de triomphe de 56 mètres de haut et 30 mètres de large repose sur quatre colonnes. Quatre arches, chacune dirigée vers un des points cardinaux, sont situées entre les colonnes, ces dernières étant chacune surmontées d’un minaret.
Au second étage, on peut trouver la plus ancienne mosquée de la cité.
Ce monument, symbole de la ville d’Hyderabad, se situe au centre du Laad Bazaar, bazar célèbre pour son commerce de perles.

#### Mecca Masjid
A quelques pas du Charminar s’élève une gigantesque mosquée, la Mecca Masjid, d’une capacité de 10 000 fidèles.
Sa construction, ordonnée par Muhammad Quli Qutb Shah en 1614, fut terminée en 1687, alors que l’empereur moghol Aurangzeb avait déjà renversé le royaume de Golconde la même année. D’après les plans, les minarets de la mosquée devaient être bien plus grands, mais pour des raisons d’économies, Aurangzeb ordonna leur réduction.

#### Fort deGolkonda

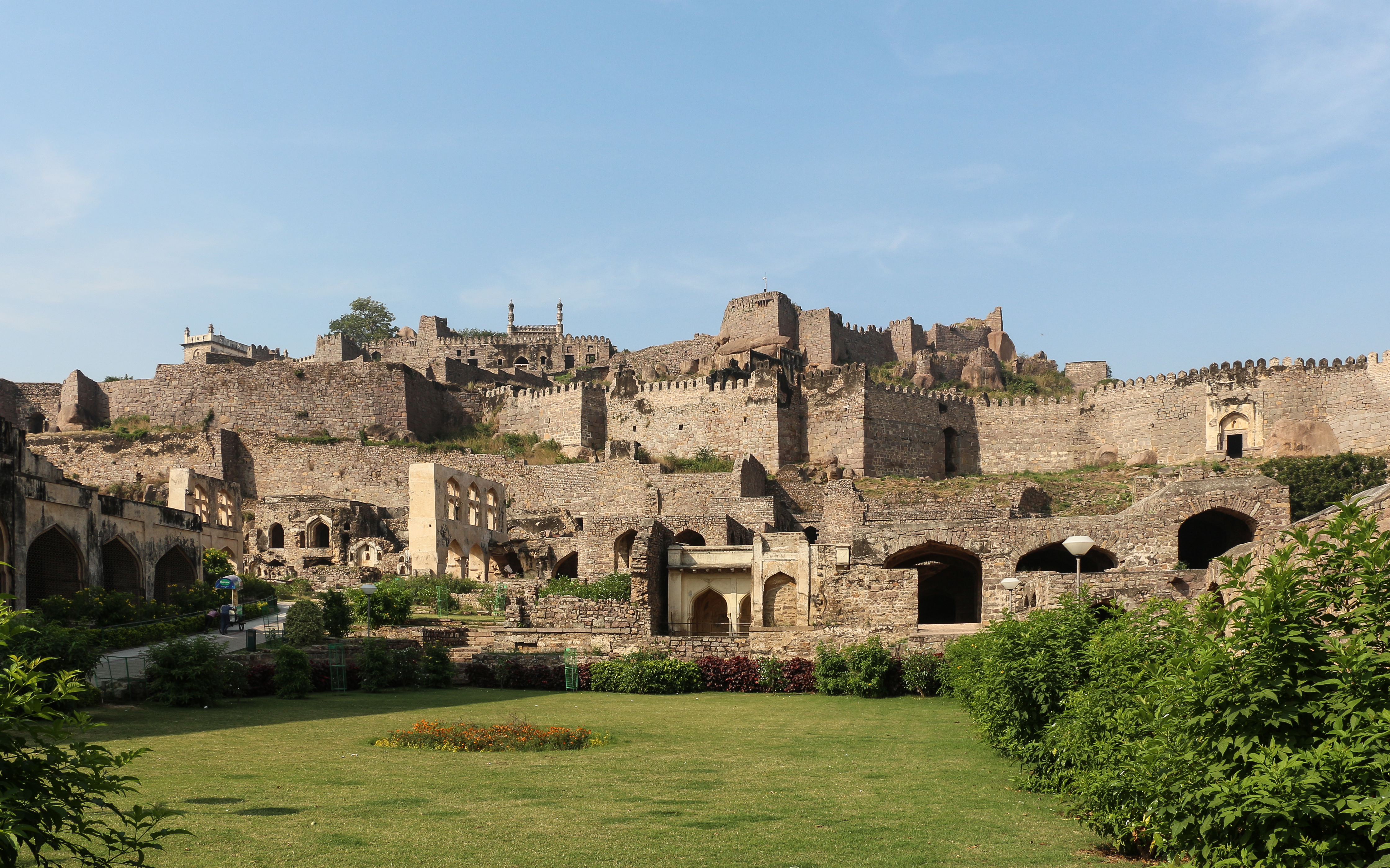
Fort de Golkonda

La partie la plus ancienne de ce fort qui surplombe la ville remonte à l'époque des premiers hindous, quand les Yadava puis les Kâkâtiya régnaient sur la région, mais la majeure partie, malheureusement en ruine, date de l’époque des rois Qutb Shahi.
Pendant près de 80 ans, Golkonda fut la capitale de l’État indépendant de Telangana, mais en 1590, en raison de la pénurie d’eau, le sultan Muhammad Quli Qutb Shah décida d’abandonner le fort et fonda la ville d’Hyderabad sur les rives de la Musi.
Bâtie sur une colline de granit de 120 mètres de haut entourée d'un double rempart, la citadelle possède une enceinte crénelée et des portails pourvus de pointes de fer pour repousser les éventuels assaillants à dos d’éléphant. Cette triple ligne de défense était complétée par un dispositif acoustique astucieux : des tuyaux en terre dissimulés dans le sol, renvoyaient, par phénomène acoustique, tous les bruits provenant du grand portail.
Ainsi, pendant huit mois, la citadelle a résisté au siège de l’armée moghole d’Aurangzeb, jusqu’à la trahison d’Abdullah Khan Pani en 1687.

#### Les Sept Tombes des rois Qutb Shahi

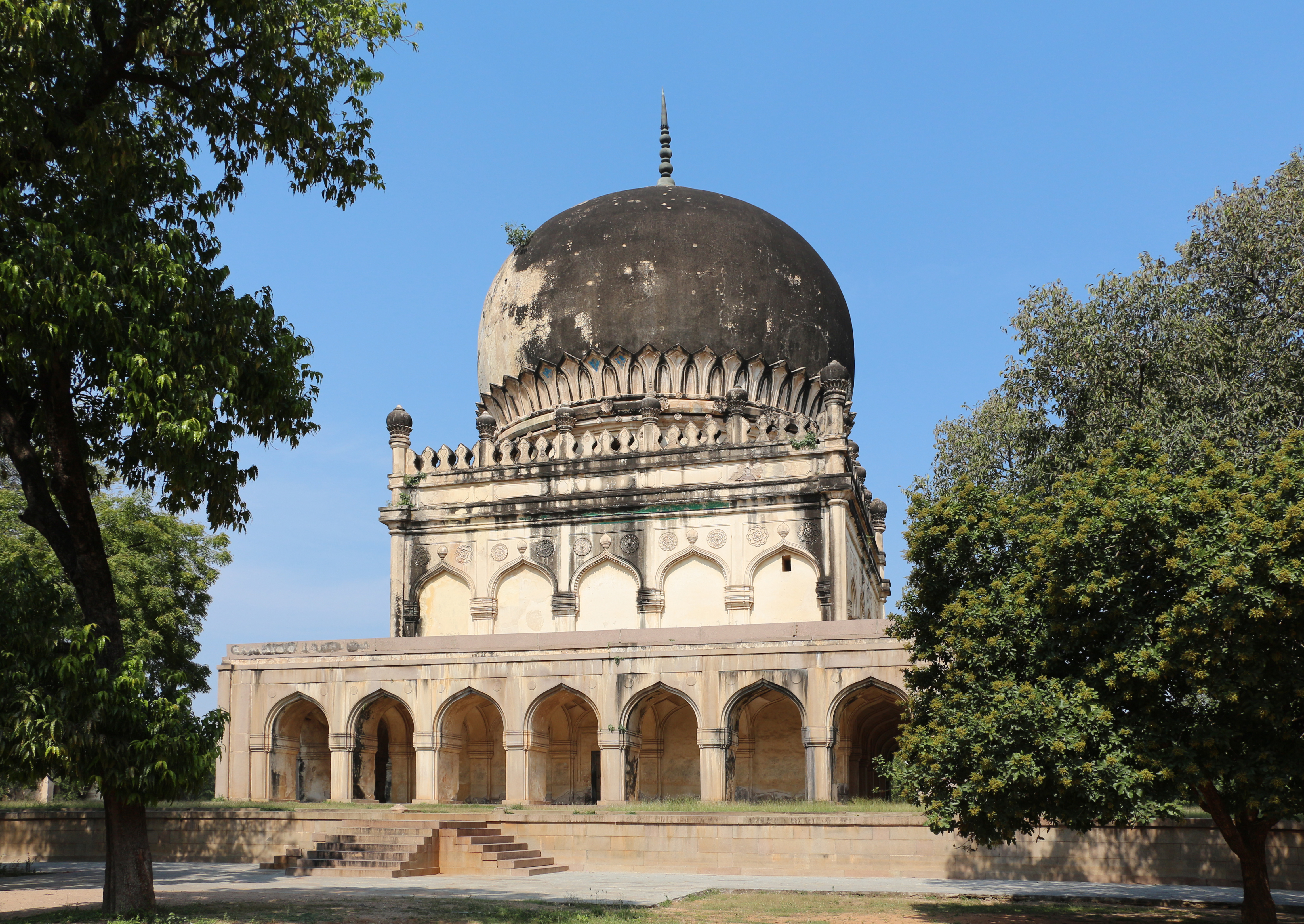
Tombe du Sultan Mohammed Qutb Shah

Dans un jardin magnifique à 2 km du fort de Golconda, furent érigées à la mémoire de la famille royale qui fit la grandeur d'Hyderabad, sept tombes à l'architecture recherchée.
Tous les rois de la dynastie Qutub Shahi, excepté le dernier, furent enterrés ici.
Le premier de ces tombeaux fut celui du Sultan Quli, construit en 1543, à la demande du Sultan lui-même. Celui de son fils Jamshed qui se situe juste à côté, fut construit sept ans suivi de celui de son petit-fils Subhan Quli. En 1580, après la mort du Sultan Ibrahim, un quatrième tombeau s'ajoute, un peu plus grand que les autres et comportant, en plus des deux tombes de la chambre principale, 16 tombes sur la terrasse. Il est probable que certaines d'entre elles soient attribuées à ses six fils et trois filles. Le plus grand des tombeaux de Qutb Shahi est mausolée du Sultan Muhammad Quli, construit en 1602, et qui, construit sur une terrasse de 4 m de haut, culmine à 65 m. Le sixième tombeau est celui du sixième sultan, Mohanunad Qutb Shah. Le dernier roi de la dynastie Abdullah, n'a pu être enterré ici car il était prisonnier dans la forteresse de Daulatabad, près d'Aurangabad, quand il est mort. Un mausolée a été construit à sa mémoire. Beaucoup d'autres tombes de proches de la famille royale ont été construites dans le même jardin comme celle de Fadma Khanum, une de filles du sultan Abdullah, qui se tient près du mausolée de son mari.

#### Birla Mandir

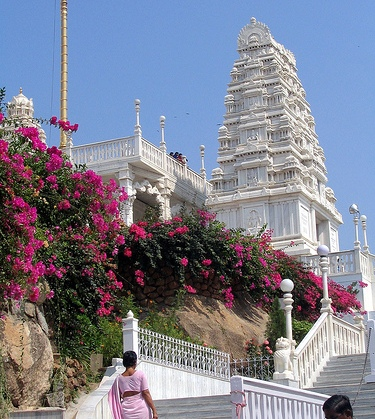
Le Birla Temple

Ce temple, construit en 1976 avec le marbre blanc du Rajasthan, orne l'une de deux collines rocheuses de Hyderabad, communément appelée Kalabahad, ce qui signifie la montagne noire. Dédié à Venkatesvara, ce temple est un lieu de pèlerinage célèbre pour les hindous.

#### Statue de Bouddha sur le lacHussein Sagar
En 1990, après cinq ans de travail, une statue monolithique de bouddha de 17,5 m de haut et 350 tonnes sortit de Raigir, petit village à 50 km de Hyderabad. Chargée sur une barge afin de la placer sur le mur du barrage, celle-ci chavira et la gigantesque statue se retrouva au fond du lac. Deux ans plus tard, en 1992, elle fut repêchée et installée sur son socle actuel, au milieu du lac Hussein Sagar à Hyderabad.

#### Cathédrale Saint-François-Xavier

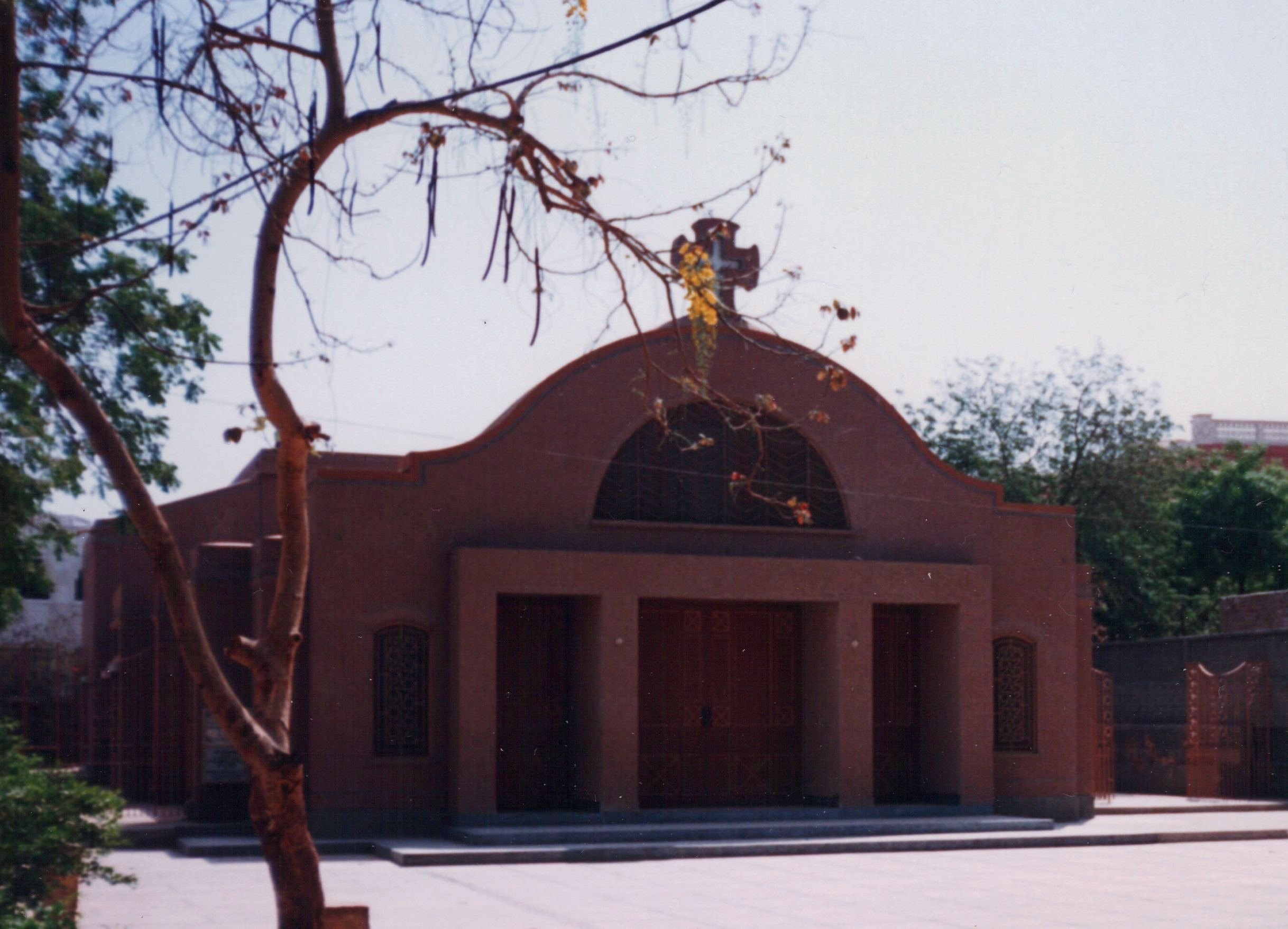
Cathédrale Saint-François-Xavier.

La cathédrale catholique Saint-François-Xavier est le siège du diocèse de Hyderabad, érigé en 1958.

#### Le NTR Garden
Mémorial érigé  en hommage à Nandamuri Taraka Rama Rao qui ouvert ses portes en 2001.

## Sports
Le football et le cricket sont les deux sports les plus pratiqués à Hyderabad. L'Hyderabad FC, franchise de football fondée en 2019, évolue en Indian Super League, la première division du pays. La ville possède de nombreuses infrastructures sportives, dont le Swarnandhra Pradesh Sports Complex (en) destiné au hockey sur gazon et le G. M. C. Balayogi Athletic Stadium (en) destiné à l'athlétisme et au football. La ville a accueilli les National Games of India (en), les Jeux afro-asiatiques de 2003, les Jeux mondiaux militaires d'été de 2007, les Championnats du monde de badminton 2009, les IBSF World Snooker Championship de 2009 et quelques matches de la Coupe du monde Unity en 2014.

## Jumelage
- Dubaï (Émirats arabes unis)
- Taipei (Taïwan)
- Munich (Allemagne)
- Suwon (Corée du Sud)
- Brisbane (Australie)
- Ipswich (Australie)
- Riverside (États-Unis)
- Indianapolis (États-Unis)
- Miyoshi (Japon)
- Medellín (Colombie)
- Kazan (Russie)
- Bloemfontein (Afrique du Sud)
- Bordeaux Métropole (France) (accord de coopération)

## Galerie

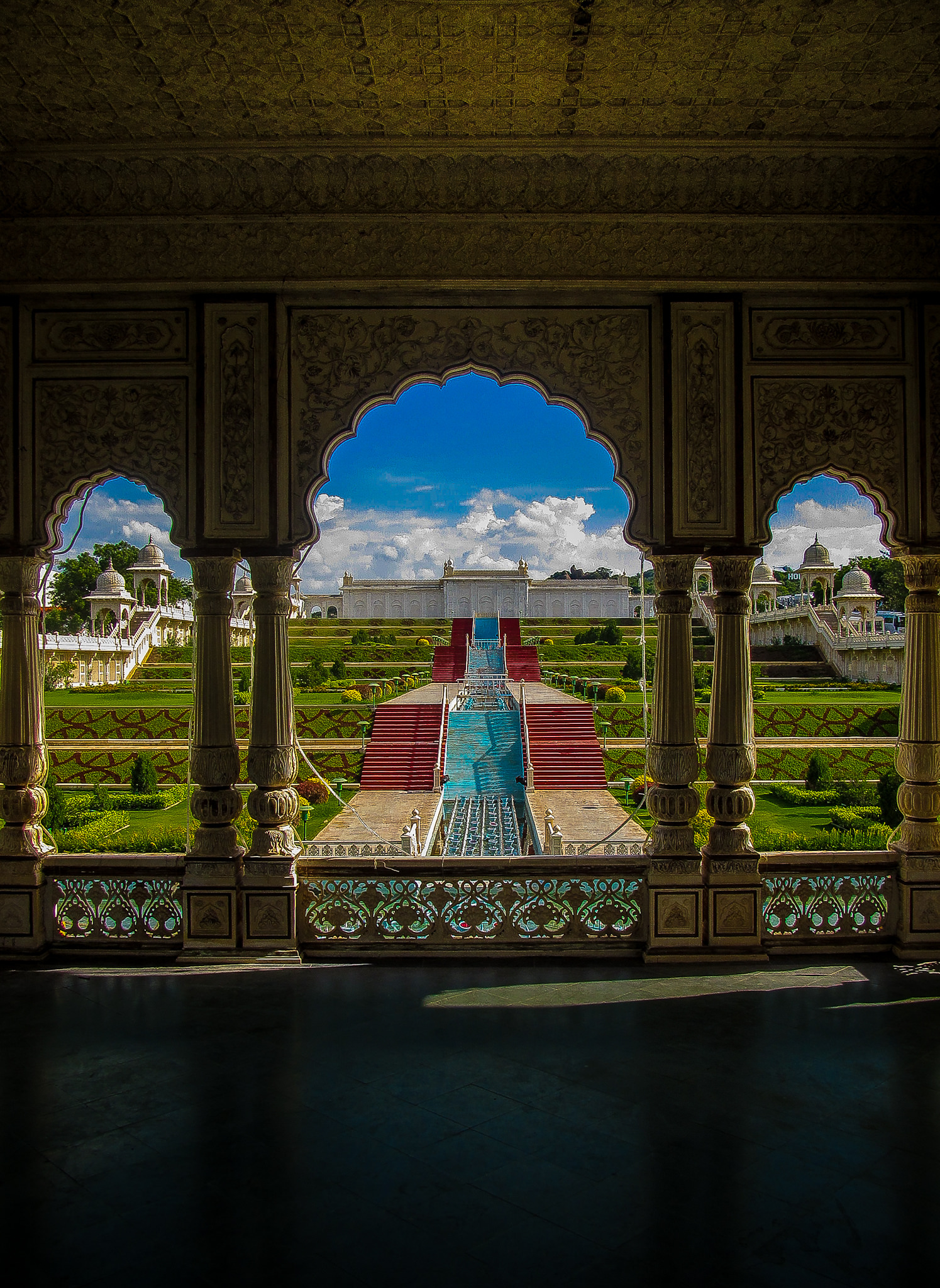
Jardin moghol au Ramoji Film City.
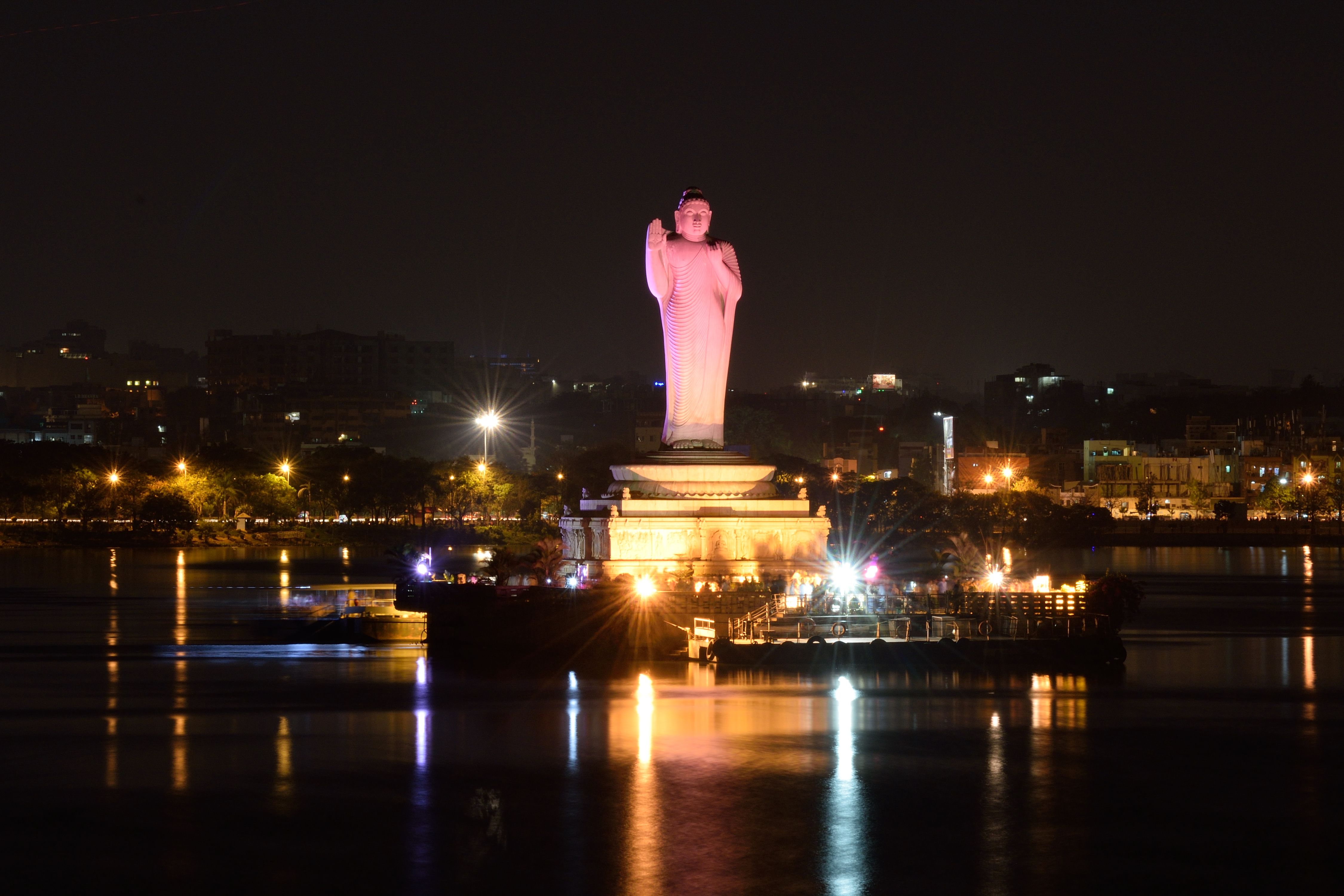
Statue du Bouddha au lac de Hussain Sagar.
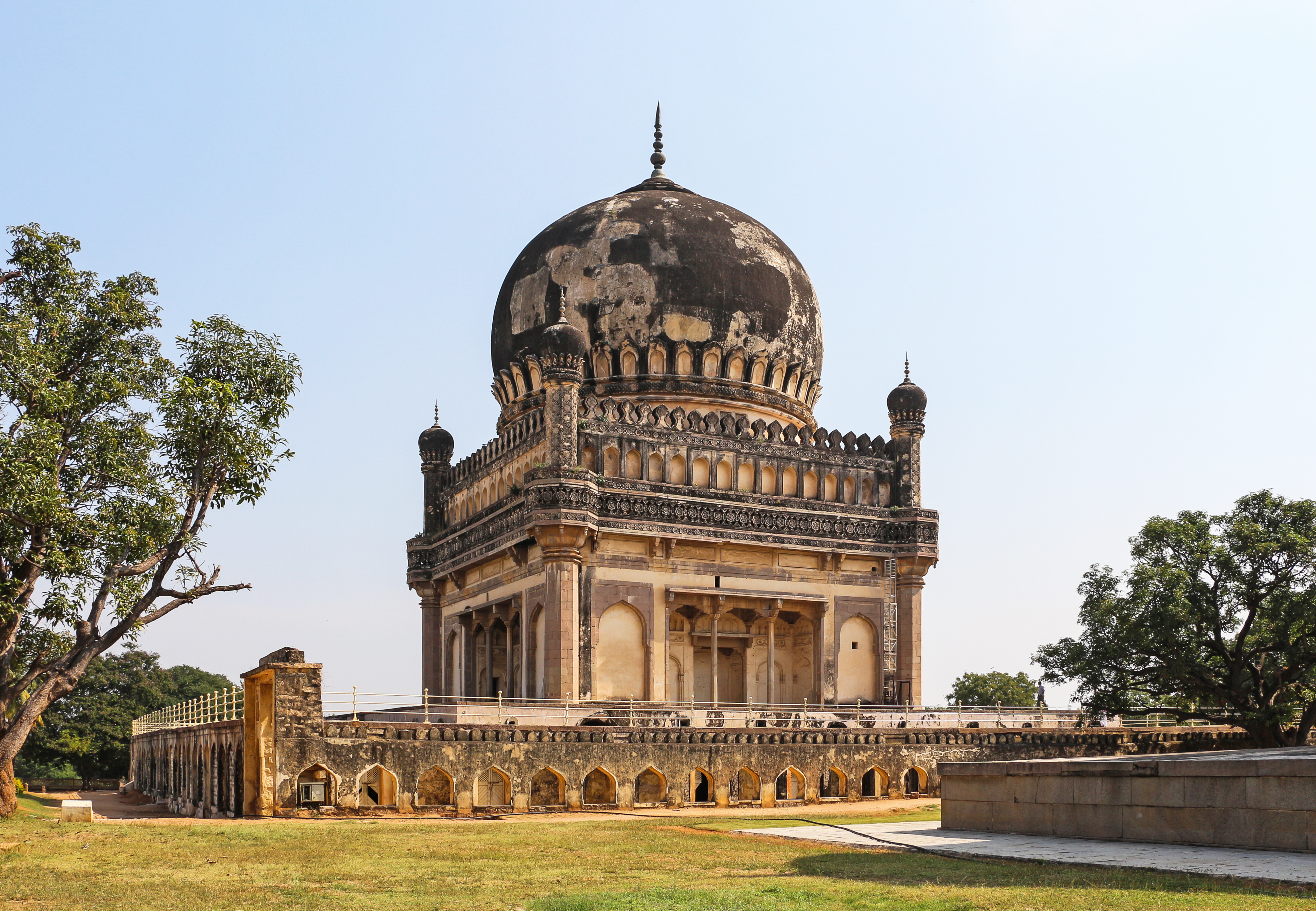
Tombe de Mohammed Quli Qutb Shah, sultan de Golconde et fondateur de la ville.
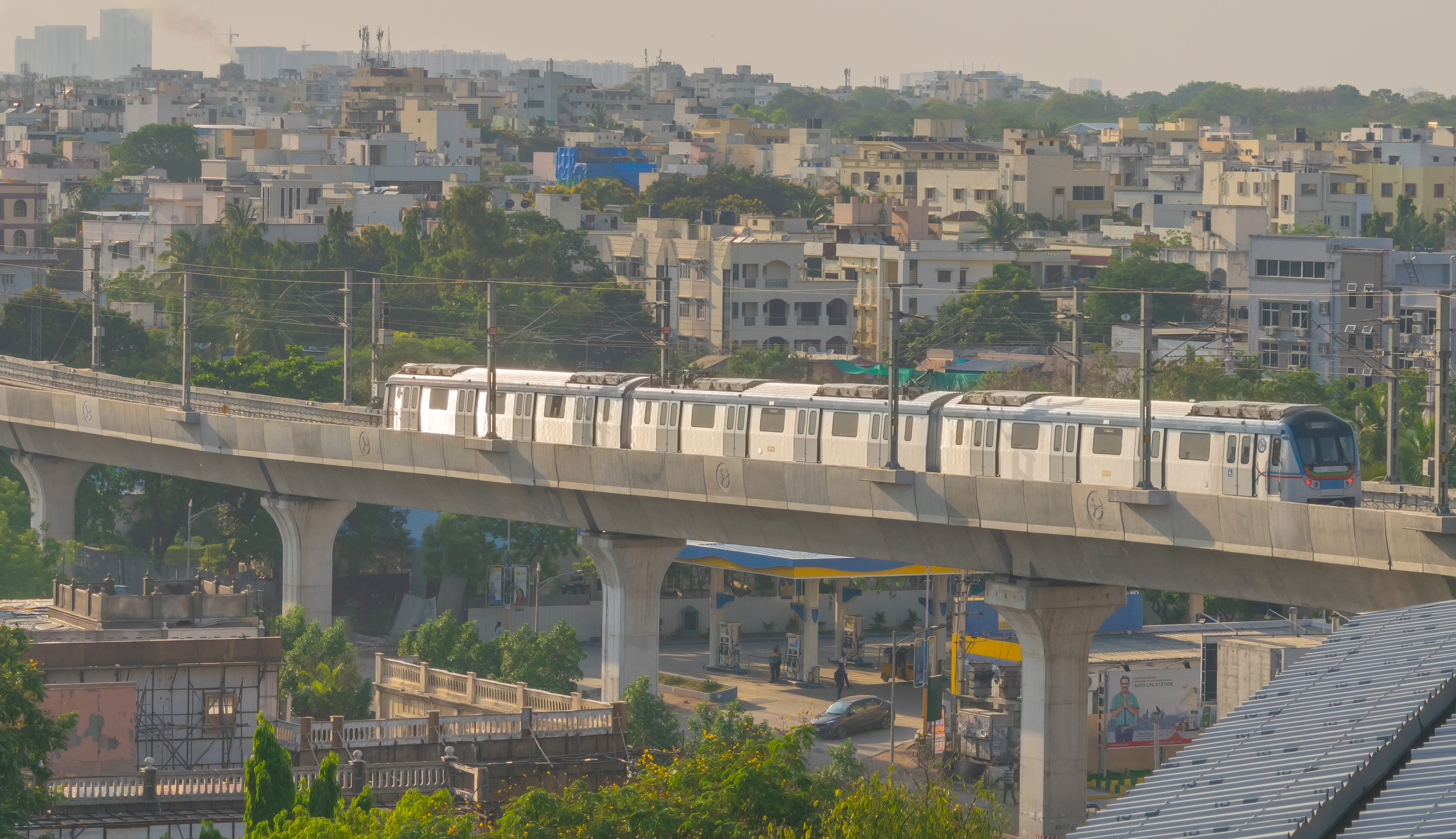
Une rame de métro circulant à proximité de la station Ameerpet.
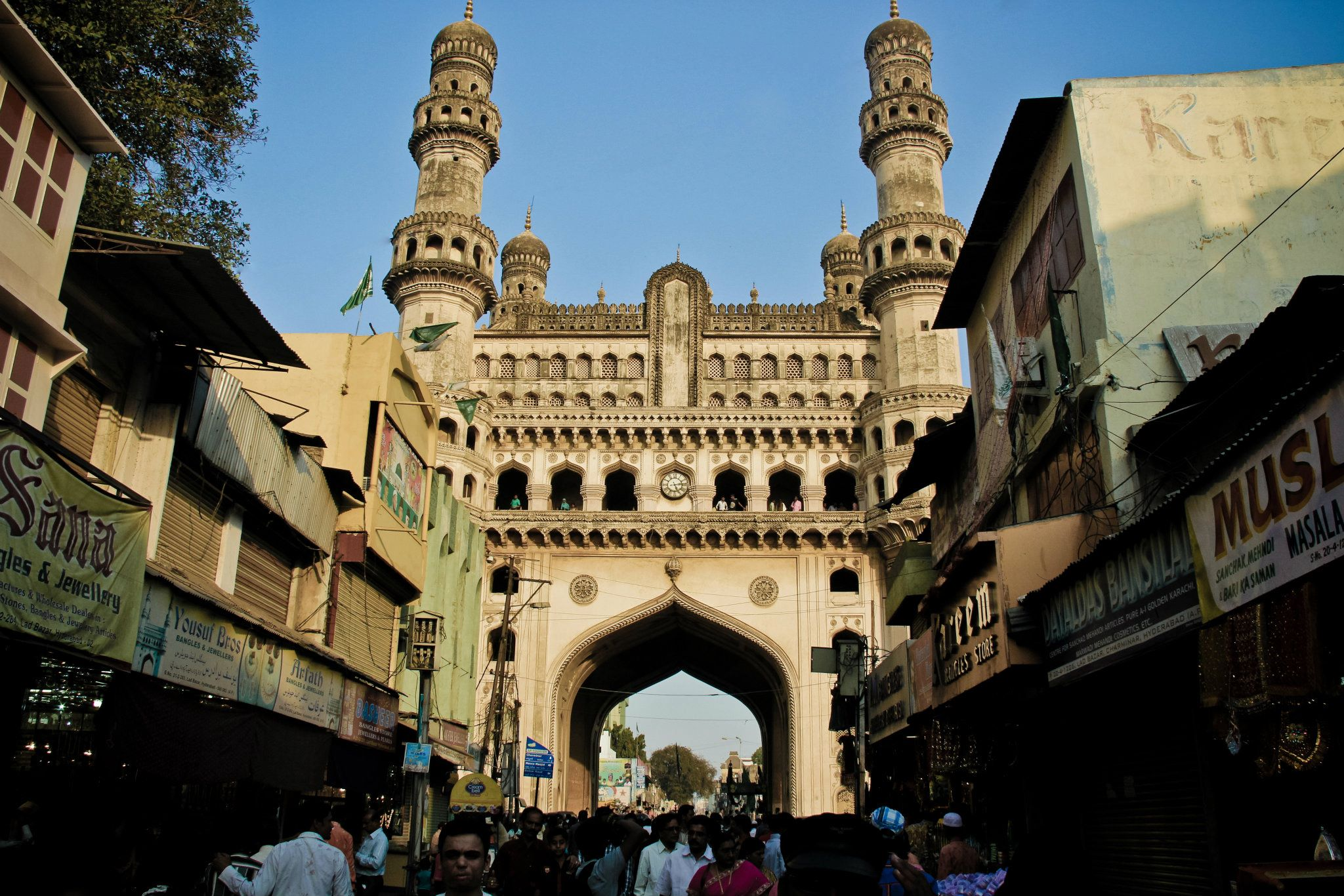
Rue commerçante du Laad Bazaar, avec le Charminar en perspective.
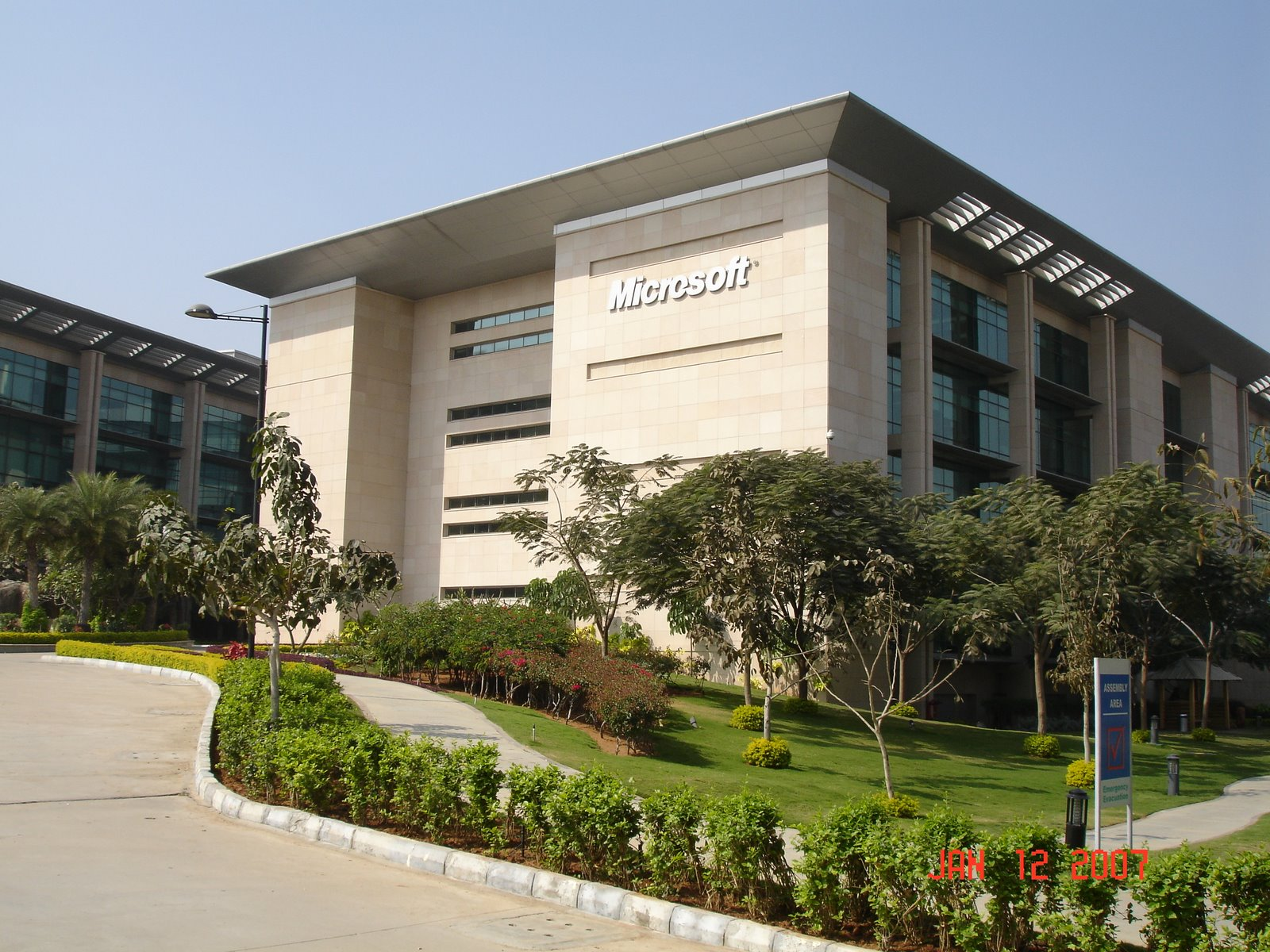
Le Microsoft R&D Campus de Hyderabad.
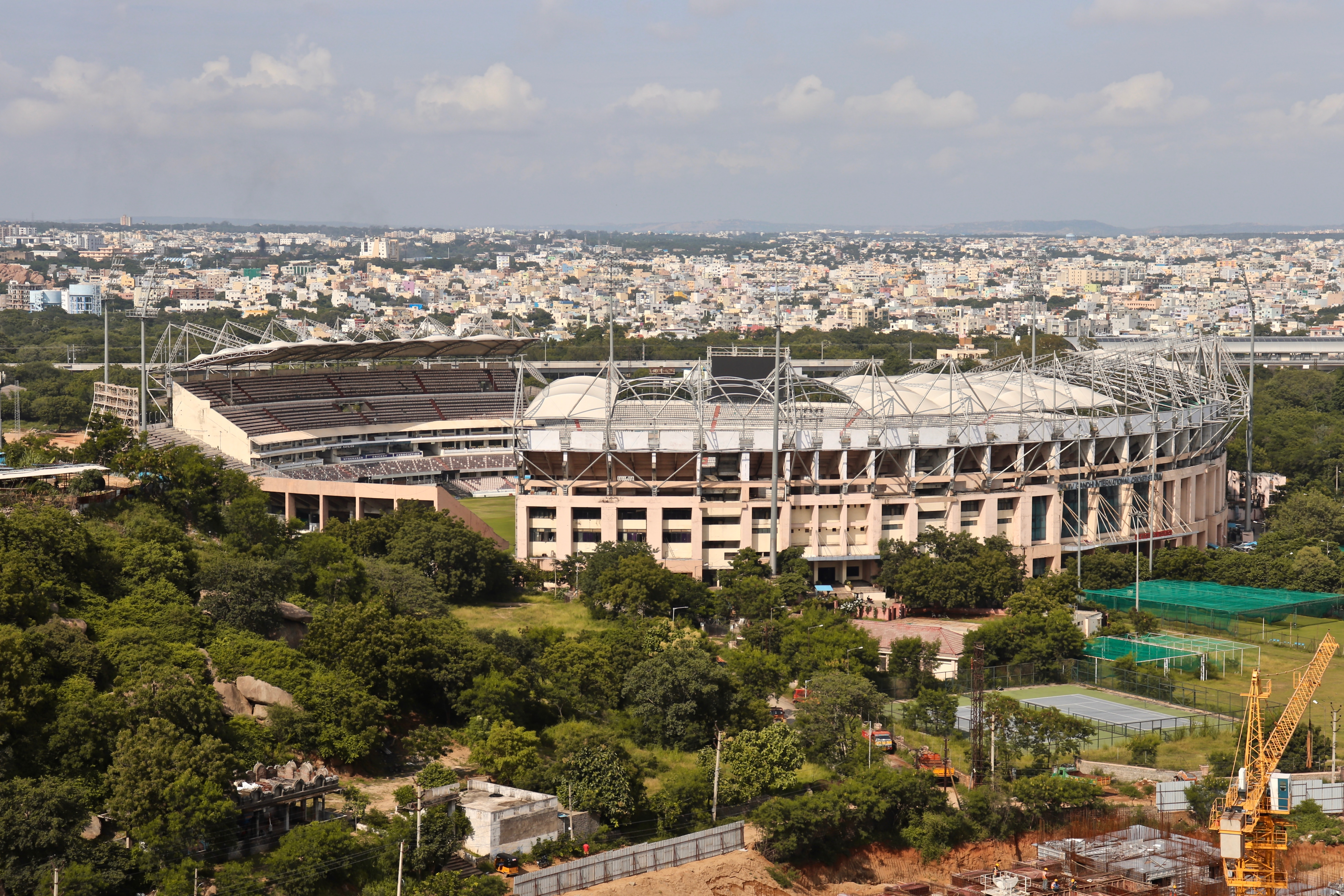
Le stade Rajiv Gandhi, dans le quartier d'Uppal.
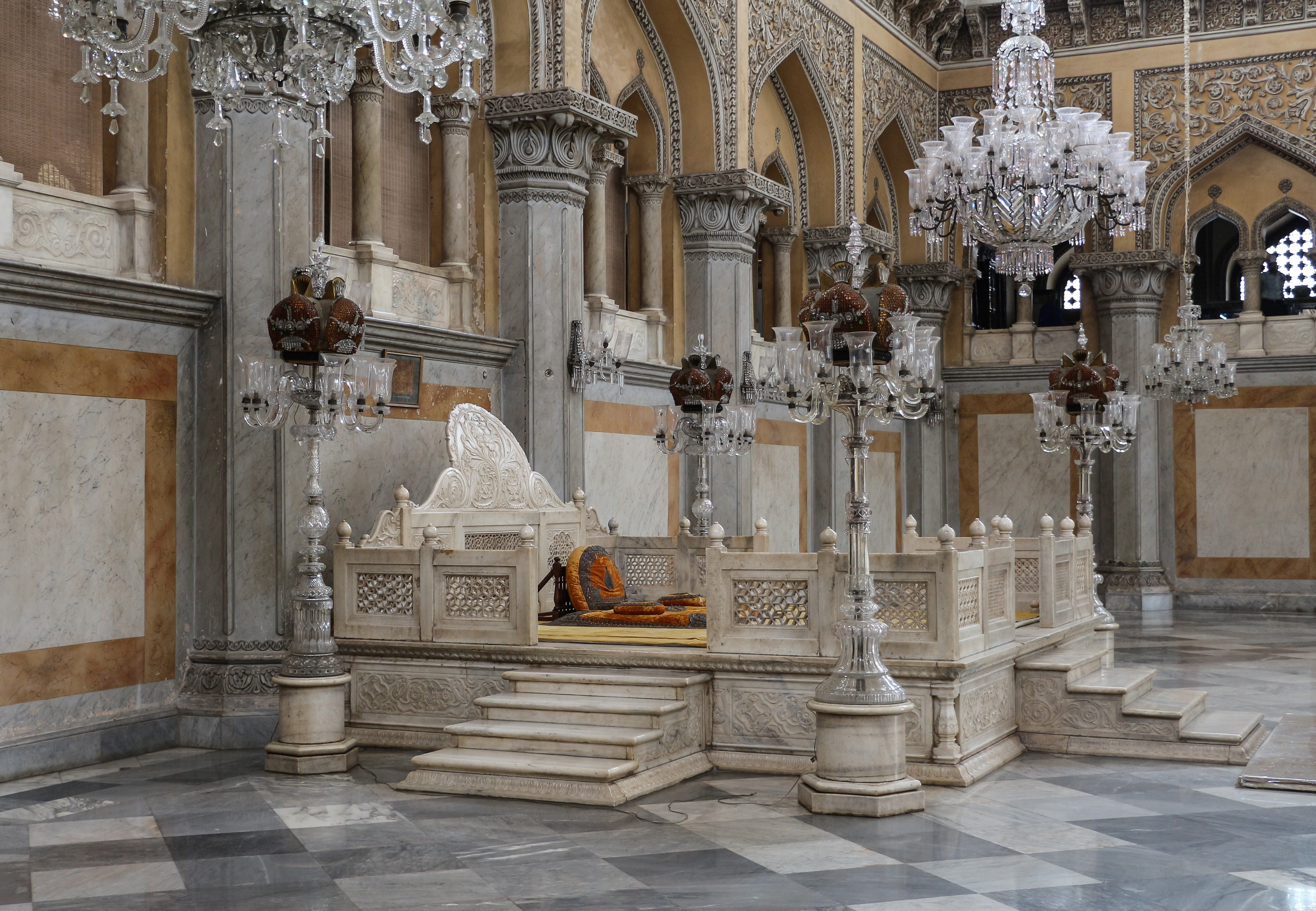
Le trône du Nizam dans la salle du Darbâr, ou Khilwat Mubarak, Palais de Chowmahalla.
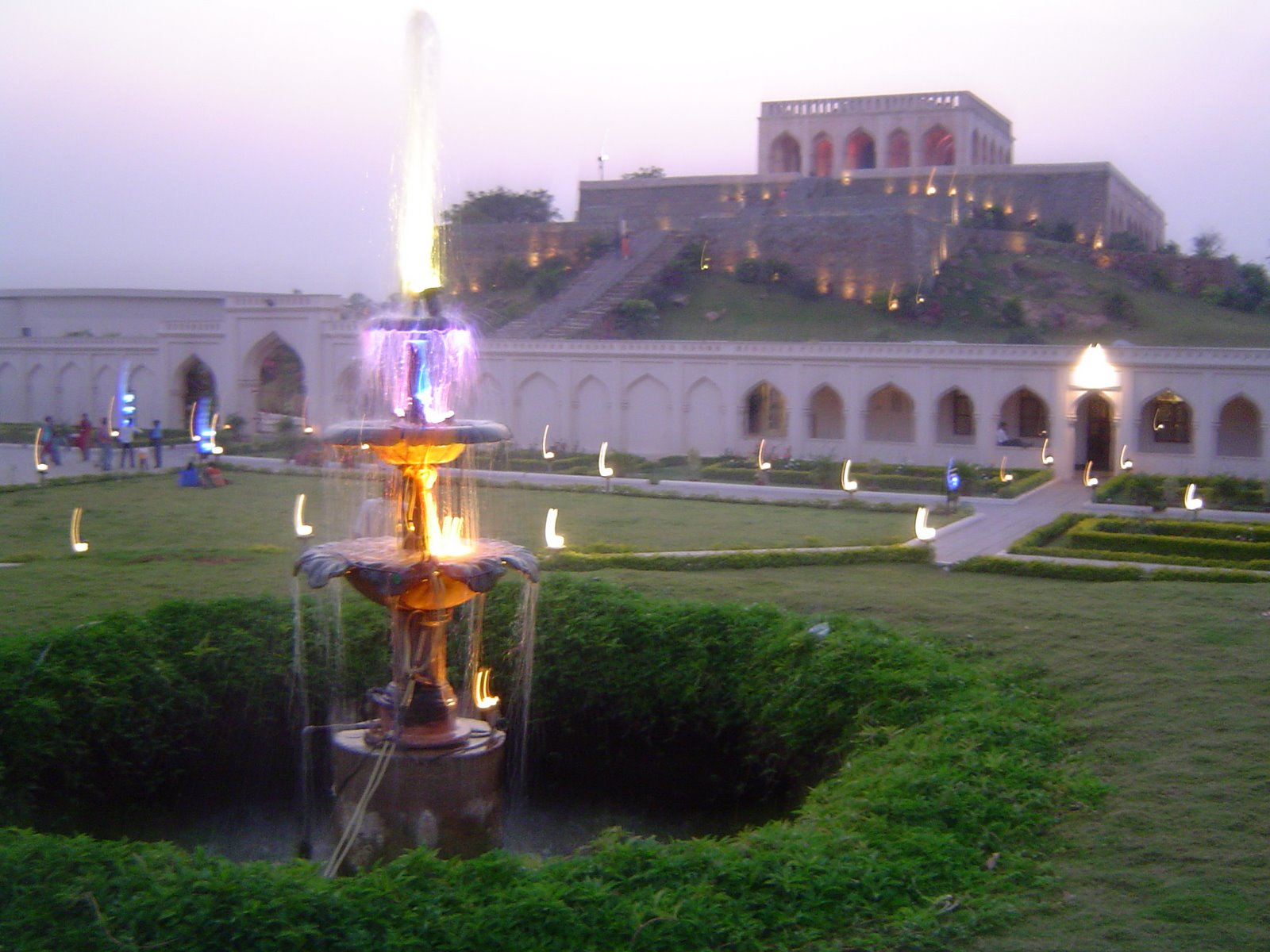
Le Taramati Baradari, ancien caravansérail au sein du jardin persan Ibrahim Bagh.
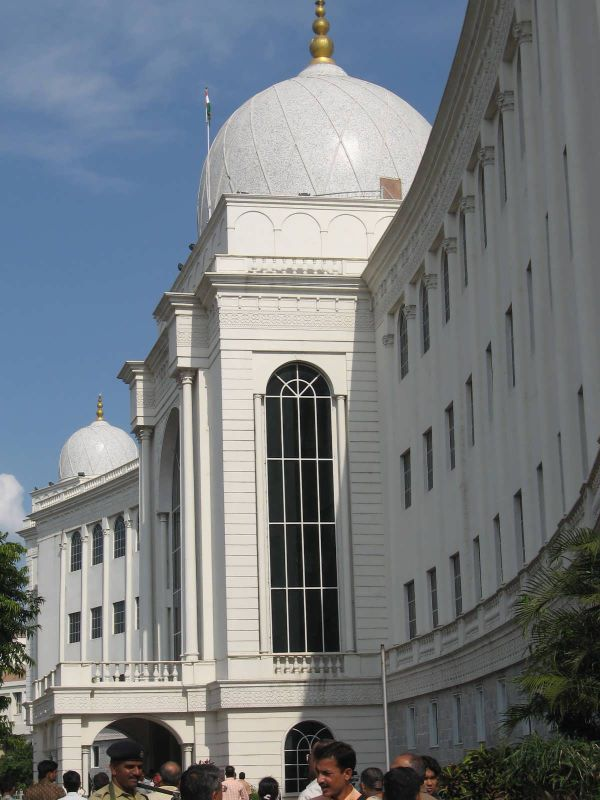
Le Musée Salar Jung.
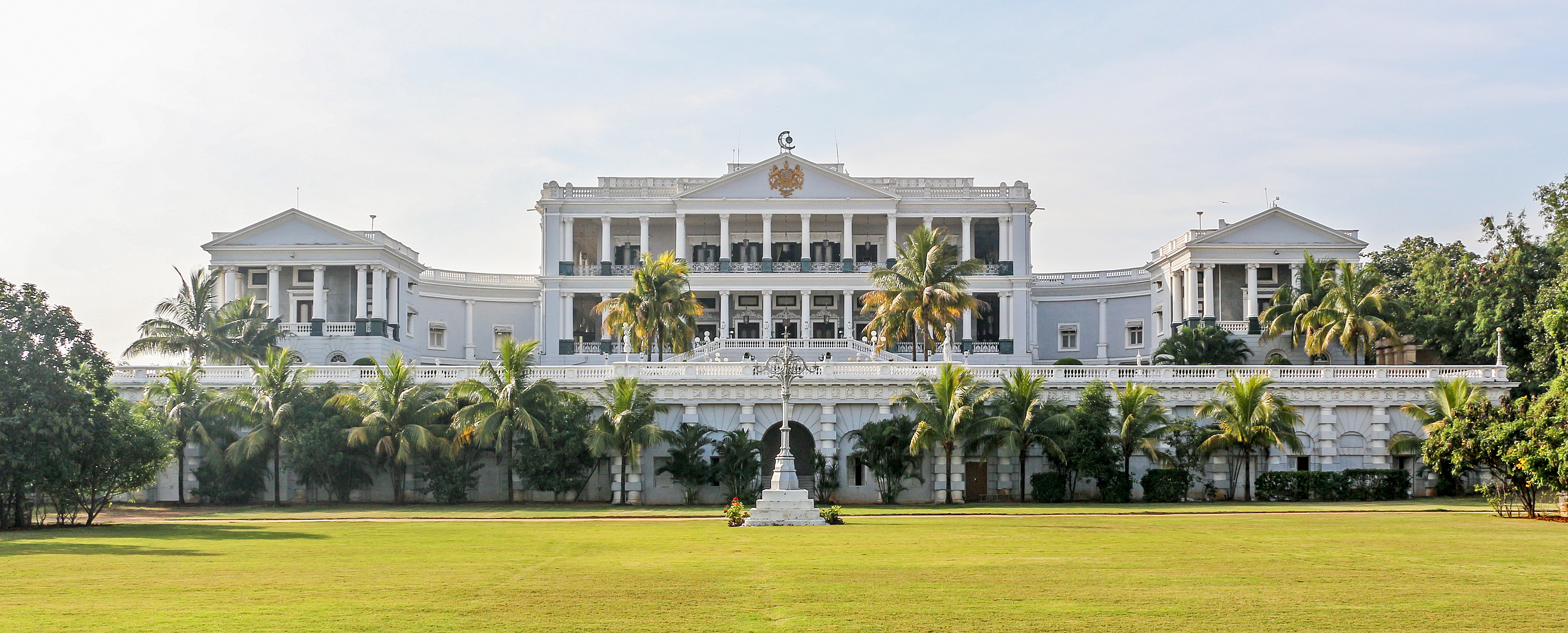
Le Falaknuma Palace, ancien palais des Nizams, qui l'utilisèrent pour recevoir les visiteurs de prestige à leur cour.
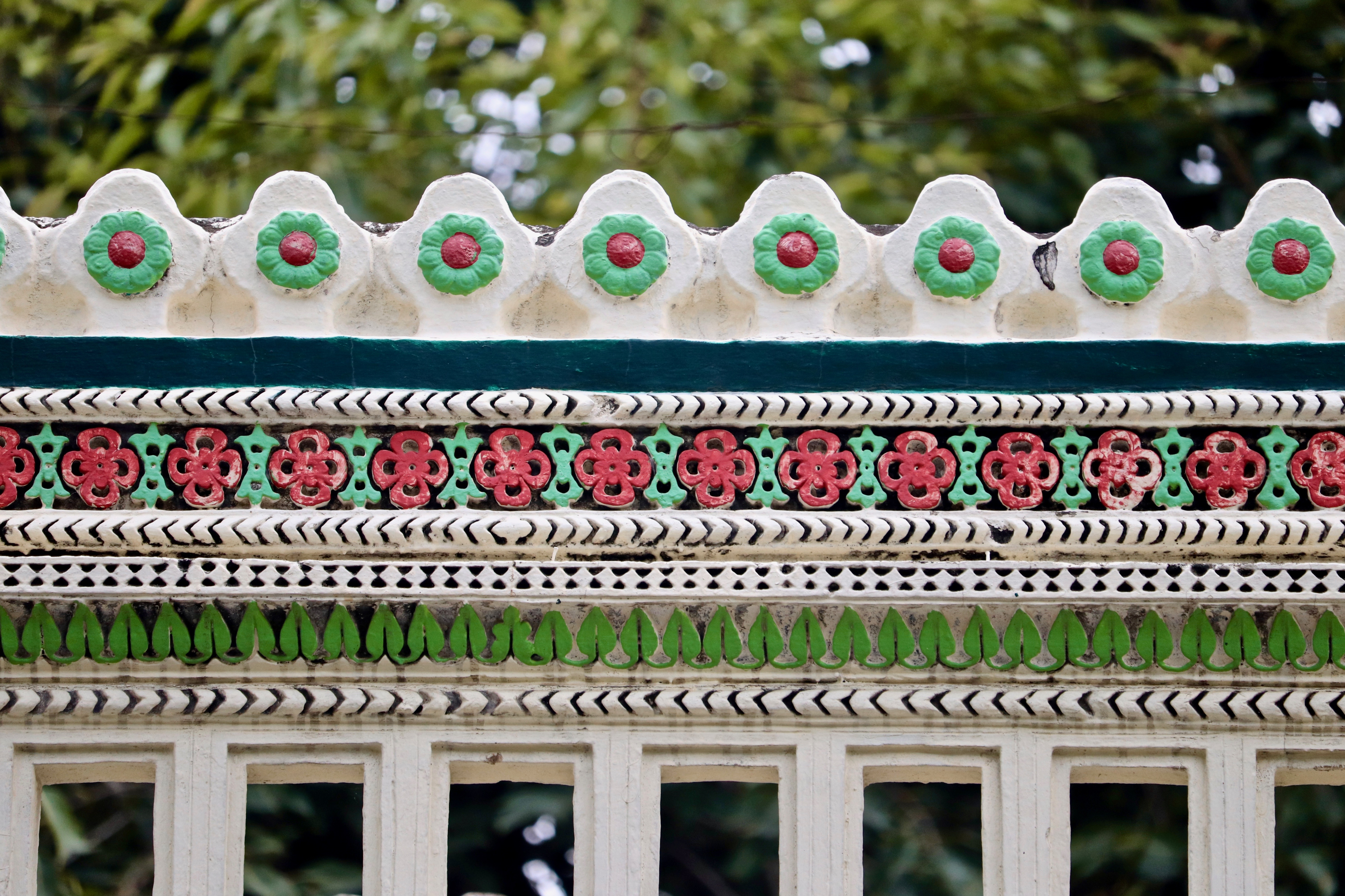
Détail sur le Dargah de Hazrath Syed Shah Musa Qadri.
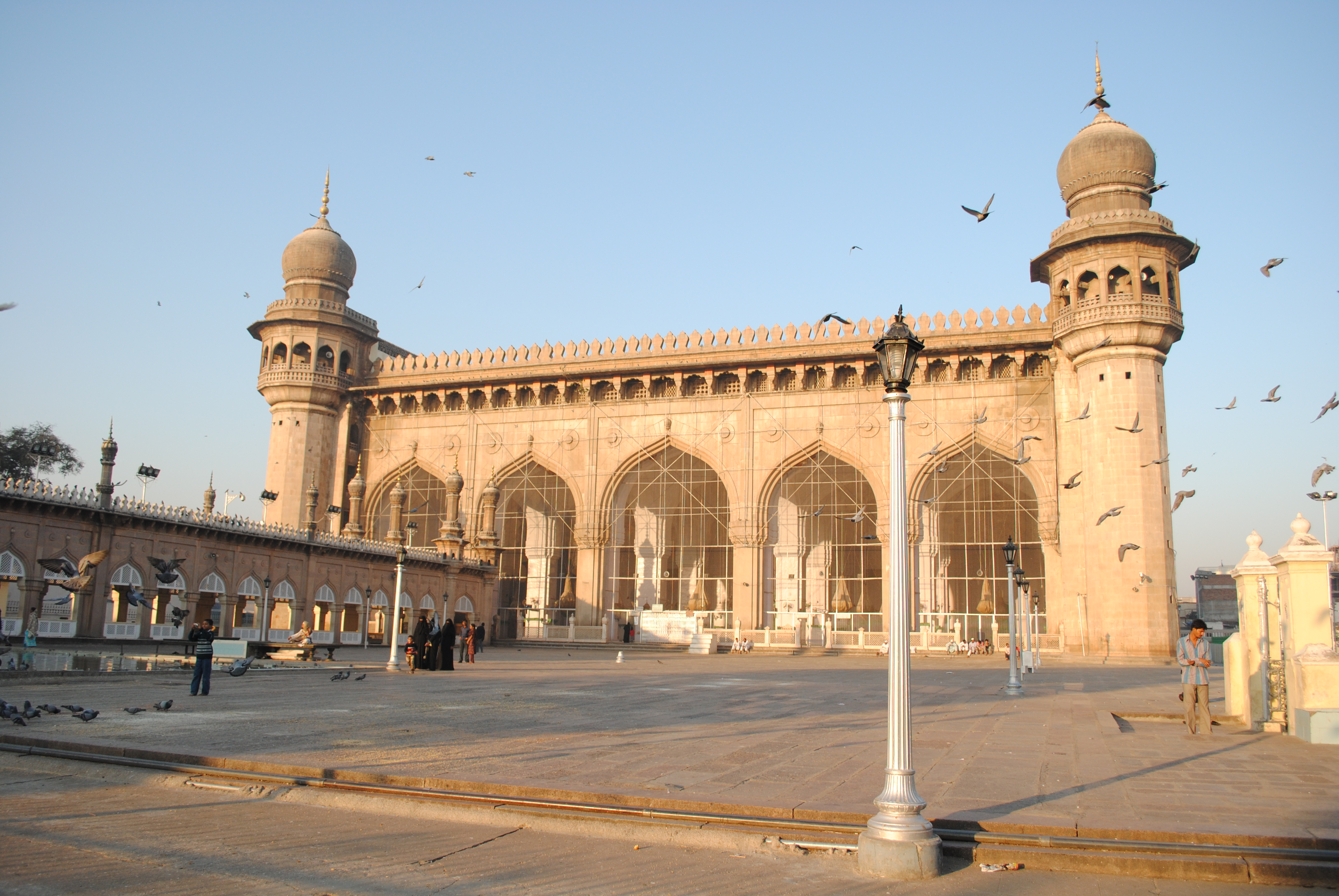
Le Makkah Masjid ou « Mosquée de La Mecque », principale mosquée du centre historique.
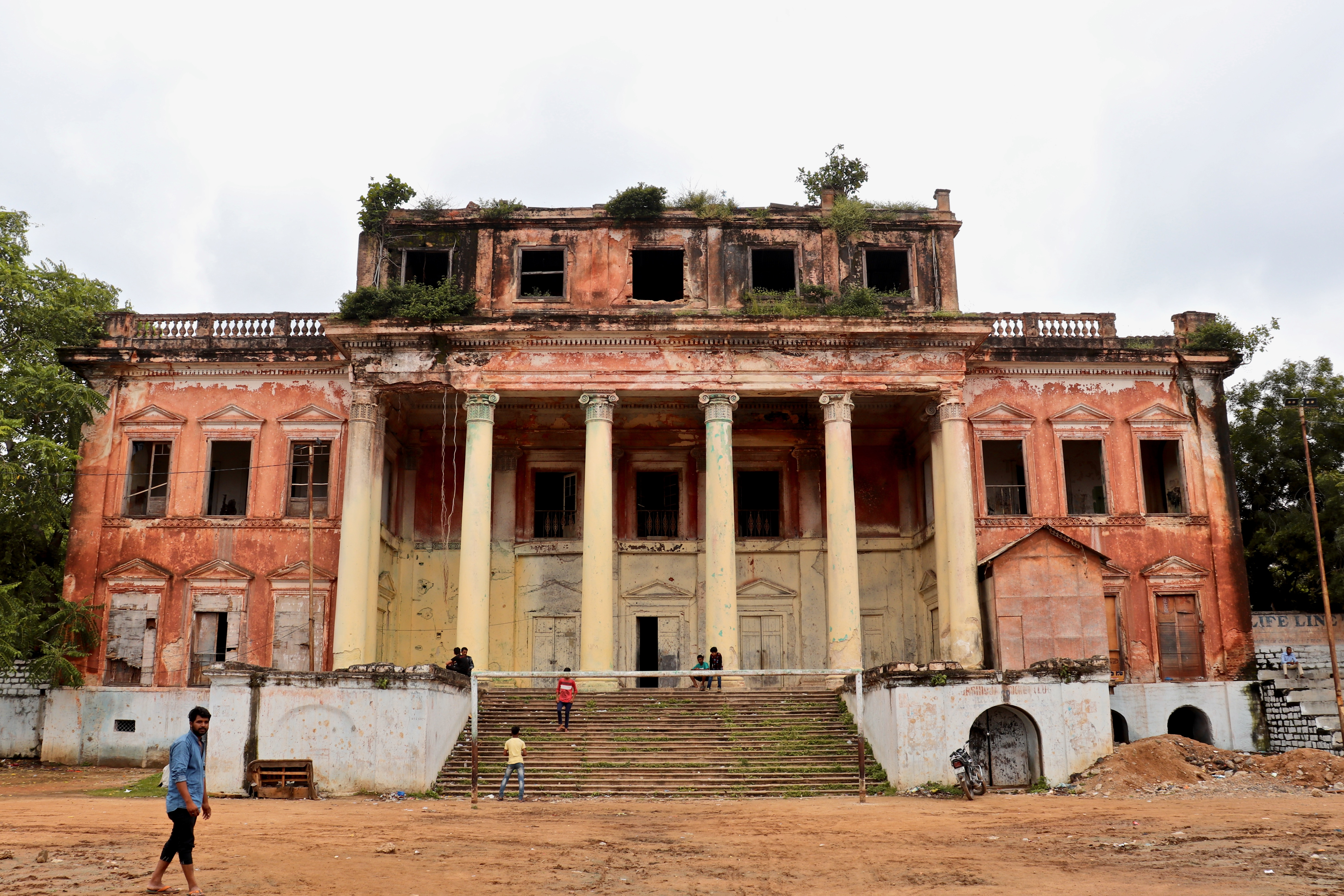
Le Khursheed Jah Devdi, palais à l'abandon d'une ancienne famille aristocratique de la ville.
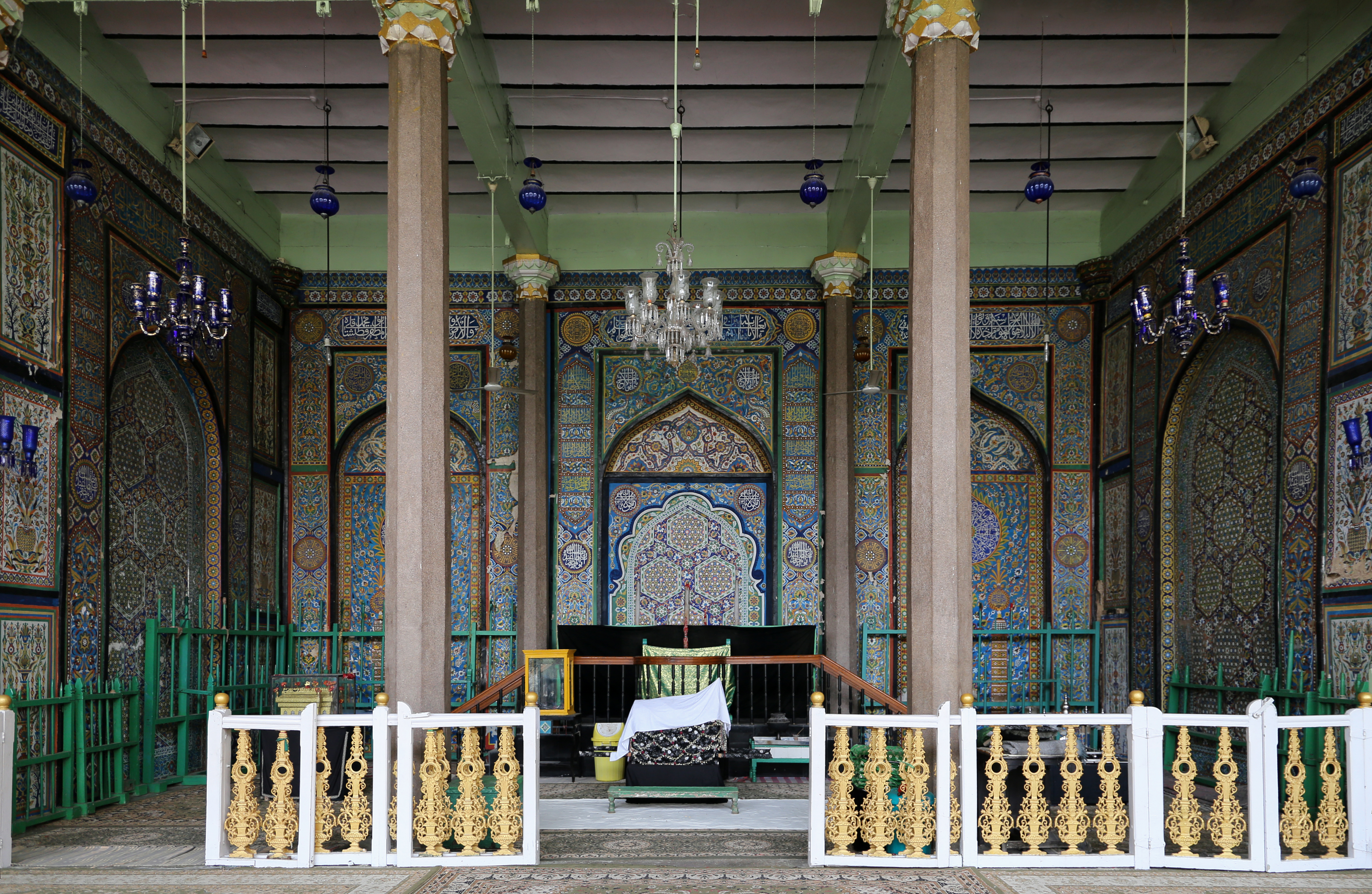
Le Badshahi Ashurkhana, salle de congrégation cérémonielle pour la communauté chiite de la ville.
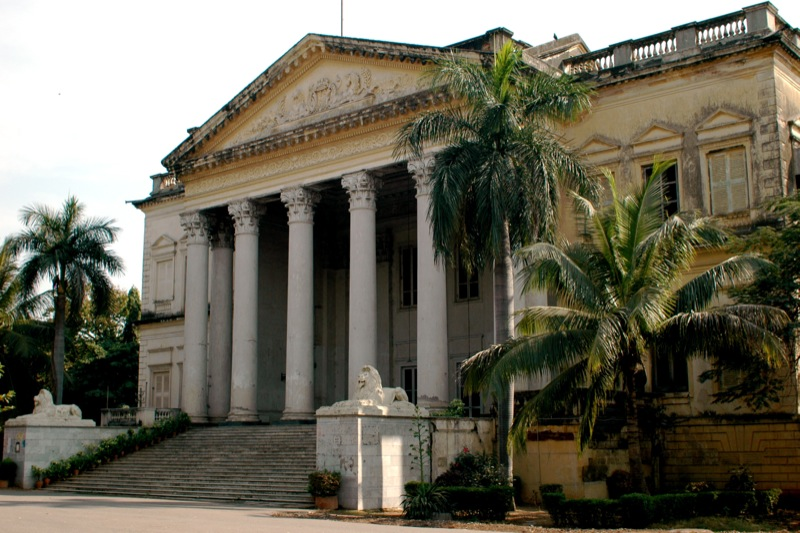
Le Koti Residency ou British Residency, demeure du résident britannique auprès de la couronne hyderabadie.
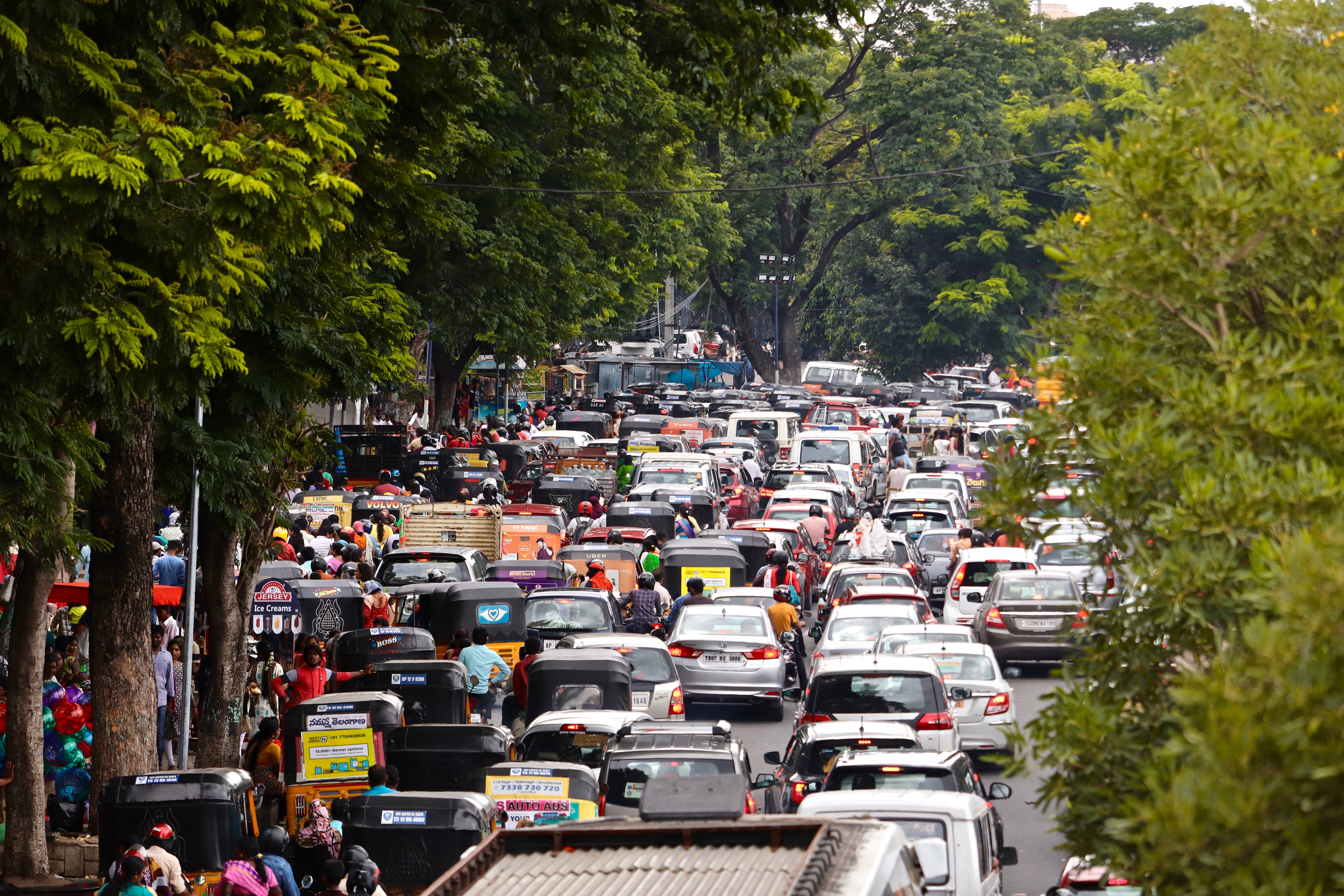
Embouteillage sur Necklace Road lors du Ganesh Nimajjanam.
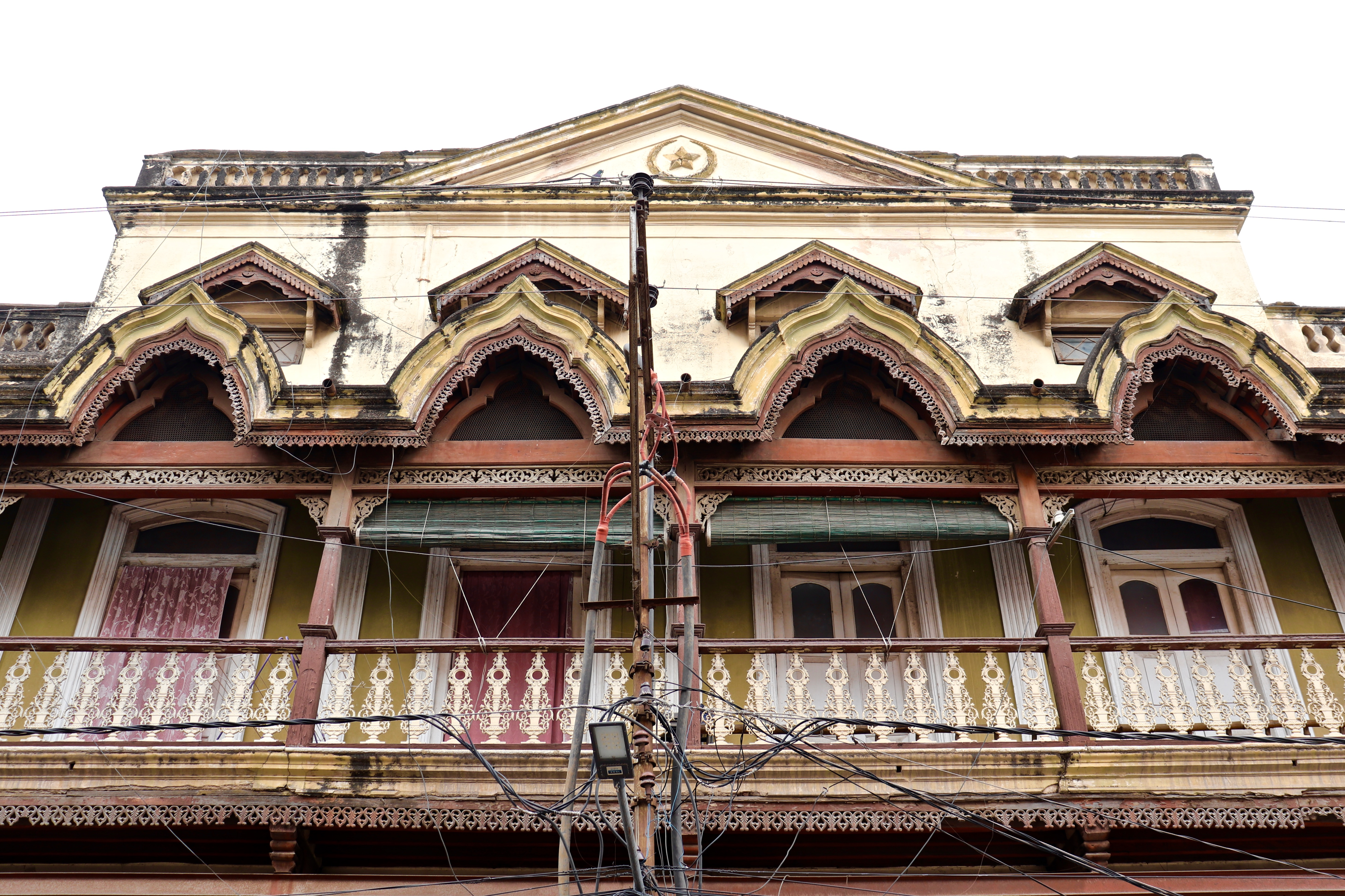
Bâtiment ancien dans une rue du quartier Hussaini Alam.
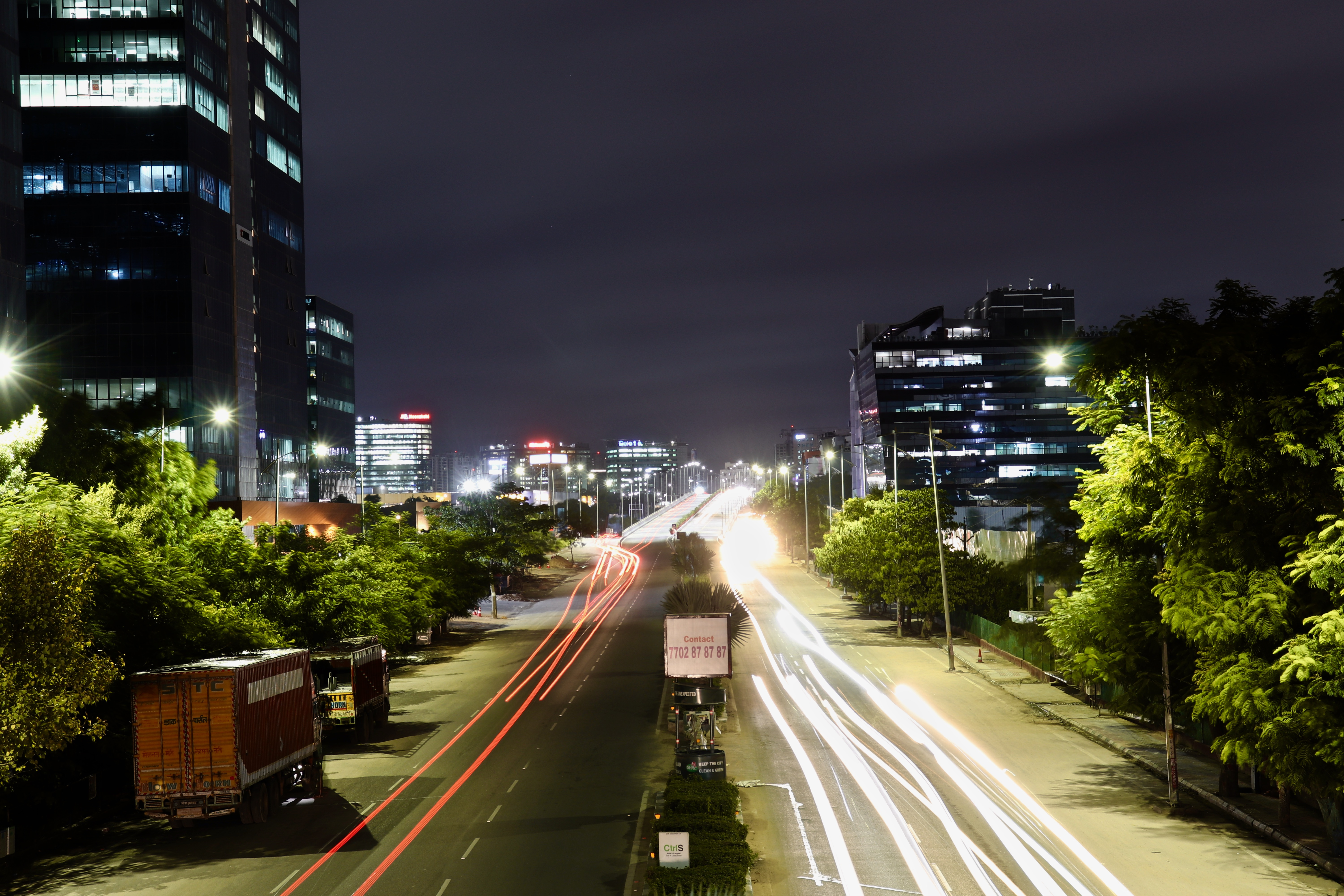
Vue nocturne sur le Inorbit Mall Road, quartier de HITEC City.